# André Geraud
André Geraud, född 18 oktober 1882, död 11 december 1974, var en fransk journalist, från 1917 verksam under pseudonymen Pertinax.
Geraud var tidigt verksam som journalist, och var bland annat korrespondent i London 1908-14, och gjorde sig berömd för sina politiska, särskilt sina utrikespolitiska artiklar under namnet Pertinax i Écho de Paris. Geraud bidrog till utformandet av nationella blockets politik i mellankrigstidens Frankrike.